# Max Stewart (judoka)
Max Stewart (16 de julio de 1993) es un deportista británico-jamaicano que compite en judo. Ganó una medalla de bronce en el Campeonato Panamericano de Judo de 2024, en la categoría de –81 kg.

## Palmarés internacional
| Representando a Jamaica |                         |                   |           |
| Campeonato Panamericano |                         |                   |           |
| Año                     | Lugar                   | Medalla           | Categoría |
| 2024                    | Río de Janeiro (Brasil) | Medalla de bronce | –81 kg    |